# Огаршиха
Огаршиха — малая река в Мотовилихинском районе Перми, левый приток Большой Мотовилихи.
Длина реки — 4,9 км. Площадь водосбора 8,5 км². Среднегодовой расход воды 0,052 м³/с. Максимальный весенний расход воды 6,2 м³/с, максимальный дождевой расход воды 12,5 м³/с, минимальный летний расход воды 0,016 м³/с, минимальный зимний расход воды 0,008 м³/с.
Протекает в Мотовилихинском районе Перми. Исток находится в лесном массиве, около трассы Восточный обход, на высоте между 180—200 м над уровнем моря и течёт в северо-западном направлении к микрорайону Висим. Впадает в Большую Мотовилиху на высоте 105 м над уровнем моря. У реки также имеются притоки Чукулайка и один безымянный.